# Baltic Cup 1970
Baltic Cup 1970 – turniej towarzyski Baltic Cup 1949, odbył się w dniach 24 - 26 lipca 1970 roku na Litwie. Był to czternasty turniej piłkarski po aneksji krajów bałtyckich przez ZSRR. W turnieju tradycyjnie wzięły udział trzy zespoły:drużyna gospodarzy, Litwy i Estonii.

## Mecze
| 24 lipca |  | Litwa B | 1 | - | 0 (0:0) | Estonia |

| 25 lipca |  | Estonia | 2 | - | 1 | Łotwa B |

| 26 lipca |  | Litwa B | 3 | - | 1 (2:0) | Łotwa B |

## Końcowa tabela
| M | Reprezentacja | L.m. | Zw. | Rem. | Por. | Bramki | R.br. | Pkt |
| 1 | Litwa B       | 2    | 2   | 0    | 0    | 4:1    | +3    | 4   |
| 2 | Estonia       | 2    | 1   | 0    | 1    | 2:2    | 0     | 2   |
| 3 | Łotwa B       | 2    | 0   | 0    | 2    | 2:5    | -3    | 0   |

Triumfatorem turnieju Baltic Cup 1970 został zespół Litwy B.